# Parochthiphila transversa
Parochthiphila transversa är en tvåvingeart som beskrevs av Willi Hennig 1938. Parochthiphila transversa ingår i släktet Parochthiphila och familjen markflugor. Inga underarter finns listade i Catalogue of Life.